# 327982 Balducci
327982 Balducci è un asteroide della fascia principale, scoperto nel 2007.

## Caratteristiche orbitali
L'asteroide 327982 Balducci si trova nella fascia principale degli asteroidi, la regione del Sistema Solare compresa tra le orbite di Marte e Giove. Segue un'orbita orbita caratterizzata da un semiasse maggiore pari a 3,0053868 UA e da un'eccentricità di 0,0977292, inclinata di 9,77152° rispetto all'eclittica.

## Caratteristiche fisiche
Le dimensioni esatte, l'albedo e il periodo di rotazione di 327982 Balducci non sono attualmente noti con precisione. Tuttavia, come molti asteroidi della fascia principale, si presume sia composto da rocce silicate e metalli.